# Chaetocnephalia alpina
Chaetocnephalia alpina là một loài ruồi trong họ Tachinidae.